# Ligue de Smalkalde
Pour les articles homonymes, voir Ligue.

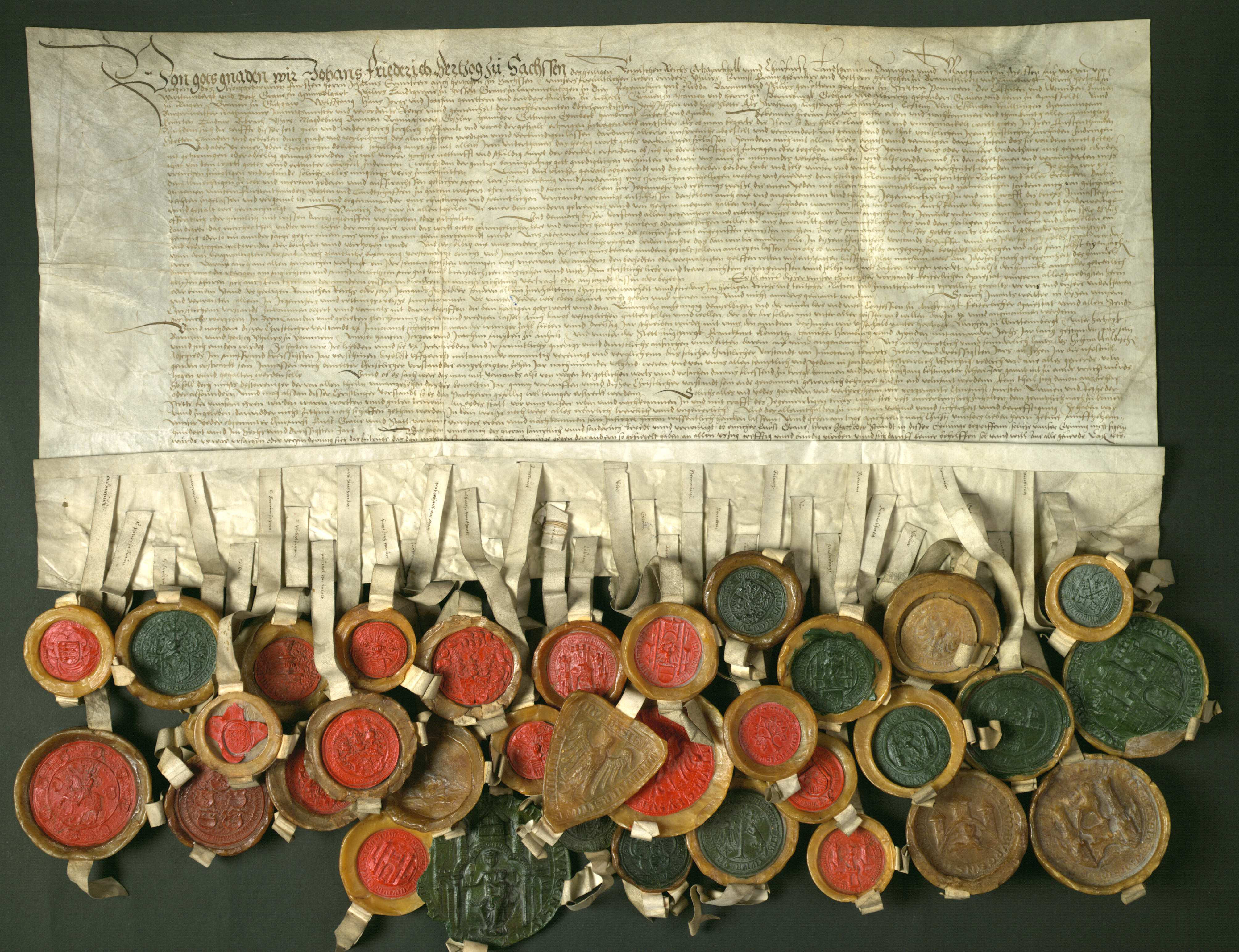
Traité militaire de la Ligue Smalkalde, prorogé le 19 septembre 1536.

La ligue de Smalkalde (en allemand : Schmalkaldischer Bund) est une union militaire au sein du Saint-Empire romain germanique de Charles Quint, formée pour des motifs idéologiques le 27 février 1531, par des princes protestants allemands du Nord dirigés par Philippe de Hesse, puis l'Électeur Jean-Frédéric de Saxe. Elle entre en guerre contre l'empereur en 1545, déclenchant la guerre de Smalkalde.

## Contexte
Le moine allemand Martin Luther demande à partir de 1517 une réforme de l'Église que ni les autorités ecclésiastiques, notamment le pape, ni le très catholique Charles Quint, empereur du Saint-Empire romain germanique, ne peuvent accepter. Luther est excommunié le 3 janvier 1521, et ses thèses sont condamnées devant la diète impériale de Worms le 25 mai de la même année.
Cependant, son action trouve un large écho, notamment parmi la noblesse allemande. De grands princes adhèrent à ce projet de réforme. Ils sont cependant en danger, au ban de la chrétienté et de l'Empire. En 1530, les théologiens catholiques et l'empereur réfutent un nouveau texte luthérien, la Confession d'Augsbourg, lors de la diète impériale célébrée dans cette ville. L'édit de Worms confirmé, les princes doivent se soumettre avant le 15 avril 1531, ainsi que rétablir dans leurs États la juridiction épiscopale, et restituer les biens de l'Église.

## Formation
Les princes protestants décident alors de défendre la cause luthérienne contre l'Empereur, et soutenir son action. Philippe Ier de Hesse et Jean-Frédéric Ier de Saxe, organisent une rencontre à Smalkalde, le 31 décembre 1530. C'est là que le 27 février 1531, huit princes et onze villes se mirent d'accord pour former une alliance défensive : la Ligue de Smalkalde. La Confession d'Augsbourg fut considérée leur déclaration de foi, et une charte fut rédigée. Ses membres s'engagent également à fournir des troupes, créant ainsi une force civile et militaire. 10 000 fantassins et 2 000 cavaliers forment les rangs de la Ligue.
Néanmoins, aucun affrontement majeur ne survient dans les premières années de la Ligue. Confronté à un nouveau conflit avec la France et à la menace ottomane, accrue à la suite de la bataille de Mohács, Charles Quint déclare la paix de Nuremberg en 1532 et accorde le droit de culte aux membres de la Ligue.
Du côté de l'empereur, le vice-chancelier Matthias Held (de) forma sa propre alliance d'États catholiques, la Ligue de Nuremberg, en 10 juin 1538.

## Guerre de Smalkalde
Malgré leur prestige et leur poids militaire, ces princes ont besoin d'appuis supplémentaires. La ligue demande alors l'aide du rival de l'empereur, le roi de France François Ier. En 1542, la Ligue parvient à expulser Henri II de Brunswick-Wolfenbüttel, partisan fidèle de Charles Quint, de sa principauté de Brunswick-Wolfenbüttel, un des derniers centres catholiques au nord.
Cherchant des alliés parmi les princes luthériens, Charles-Quint parvient à rallier à sa cause Maurice, duc de Saxe et cousin au second degré de Jean-Frédéric Ier, ainsi qu'Albert V de Bavière. Pour le premier, l’empereur promet toutes les terres et les titres de Jean-Frédéric Ier comme récompense. Le deuxième est persuadé par une offre de mariage. En 1544 les relations entre l'empire et la France se rétablissent lors de la déclaration de la trêve de Crépy-en-Laonnois. Charles-Quint bénéficie également de nouvelles négociations et armistices avec l'Empire ottoman. La guerre de Smalkalde éclate alors, en 1546.
L'armée impériale, munie des forces de Ferdinand de Tolède, duc d'Albe, et de Maurice de Saxe, écrase la ligue à la bataille de Mühlberg le 24 avril 1547. Mais d'un point de vue politique, les partisans de Luther sont déjà trop puissants ; la paix d'Augsbourg, signée le 25 septembre 1555 par l'Empereur, permet aux princes et seigneurs de choisir pour eux et leurs vassaux l'une des deux confessions chrétiennes, et autorise les sujets en désaccord avec la religion de leur suzerain à émigrer.

## Membres fondateurs

### Territoires
- Landgraviat de Hesse
- Électorat de Saxe
- Duché de Brunswick-Lunebourg
- Comté de Mansfeld
- Principauté d'Anhalt-Köthen
- Duché de Brunswick-Grubenhagen
- Comté d'Erbach (de)

### Villes impériales
- Strasbourg se rattache à la ligue en 1532 sous l'impulsion de Jacques Sturm[9]
- Ulm
- Constance
- Reutlingen
- Memmingen
- Lindau
- Biberach
- Isny im Allgäu

### Villeshanséatiques
- Brême
- Lübeck

### Ville deBasse-Saxe
- Magdebourg

## Adhésions ultérieures

### Principautés
- Principauté d'Anhalt-Dessau (1536)
- Principauté d'Anhalt-Zerbst (1536)
- Duché de Poméranie-Stettin (1536)
- Duché de Poméranie-Wolgast (1536)
- Margraviat de Brandebourg-Küstrin (1538)
- Duché de Rochlitz
- comté de Nassau-Saarbrücken (1537)
- comté de Nassau-Weilburg (août 1537)
- comté de Schwarzbourg-Arnstadt
- comté de Tecklenburg (1538)
- Duché de Wurtemberg (1536)
- duché de Brunswick-Wolfenbüttel (1542)
- duché de Saxe (albertine) (de 1537 à 1541)

### Villes impériales
- Esslingen am Neckar (1531/32)
- Nordhausen (1532)
- Francfort-sur-le-Main (1536)
- Augsbourg (1536)
- Kempten (1536)
- Heilbronn (1538)
- Schwäbisch Hall (1538)
- Dinkelsbühl (1546)
- Bopfingen (septembre 1546)
- Ravensbourg (1546)

### Villes hanséatiques
- Hambourg (1536)
- Minden (août 1536)

### Villes de Basse-Saxe
- Einbeck (1531/32)
- Goslar (1531/32)
- Brunswick (1531/32)
- Hanovre (1536)
- Göttingen (mai 1531)
- Hildesheim (janvier 1543)
- Osnabrück (1544)